# Torpeda DM2A4
DM2A4 Seehecht – niemiecka ciężka torpeda opracowana przez Atlas Elektronik. Torpeda Seehecht (morszczuk) jest następcą torpedy DM2A3 wprowadzonej do uzbrojenia na początku lat 90. i będącej na uzbrojeniu okrętów podwodnych typu 206A. Torpeda przeznaczona jest do niszczenia celów nawodnych i podwodnych. Pod nazwą Seahake Mod. 4 oferowana jest na eksport.

## Geneza
Rozwój DM2A4 rozpoczął się w 1995 roku a we wrześniu 1997 roku podpisano z wytwórcą kontrakt na dostawę torped. Z powodu problemów finansowych dopiero w 2007 roku na Morzu Śródziemnym okręty podwodne: niemiecki U-33 i włoski „Scire” (obydwa należące do typu 212) przeprowadziły serie udanych prób z użyciem torped.

## Konstrukcja
W nowej torpedzie zastosowano światłowodowy przewód zdalnego sterowania torpedą. Przewód jest nawinięty na kasety w ogonie torpedy oraz w przedziale torpedowym okrętu. Szybkość transmisji danych przewodem wynosi 1442 bit/s. DM2A4 jest pierwszą ciężką torpedą, w której zastosowano światłowód. Pocisk posiada również zespół pasywnych czujników umożliwiających torpedzie samonaprowadzanie się na cel po kilwaterze atakowanej jednostki. Posiada również aktywną stację hydrolokacyjną. Napęd pocisku stanowi silnik elektryczny napędzany bateriami cynkowo-srebrowymi. Torpeda posiada dwie przeciwbieżne śruby napędowe.

## Użytkownicy
Pierwszym odbiorcą torped została w 2003 roku Turcja. Na pokładzie niemieckich okrętów DM2A4 znalazła się wraz z wejściem do służby jednostki U-31 w maju 2004 roku. Poza marynarką wojenną Niemiec torpedy trafią na pokład hiszpańskich okrętów podwodnych typu S-80, greckich typu 214, pakistańskich typu Agosta 90B oraz izraelskich typu 800.